# The Best of Aterciopelados: Ultimate Collection
The Best of Aterciopelados: Ultimate Collection es el tercer álbum recopilatorio del grupo colombiano Aterciopelados, publicado en el 2004 por BMG, al igual que Serie 2000 y otros discos grandes éxitos es una serie original exclusiva que lanzó la disquera en algunos países.
Este álbum contiene 20 temas de cuatro de los álbumes de estudio lanzados hasta esa fecha, El Dorado, La Pipa de la Paz, Caribe Atómico y Gozo Poderoso. Fue publicado el 4 de agosto del 2004, al igual que anteriores recopilaciones no se incluye ningún tema de Con el Corazón en la Mano.

## Lista de canciones
| The Best of Aterciopelados: Ultimate Collection |                                                                   |                     |          |  |
| N.º                                             | Título                                                            | Escritor(es)        | Duración |  |
| 1.                                              | «El álbum» (de Gozo Poderoso, 2000)                               | Echeverri           | 3:58     |  |
| 2.                                              | «Miss Panela» (de La pipa de la paz, 1996)                        | Buitrago, Echeverri | 3:45     |  |
| 3.                                              | «Baracunatana» (de La pipa de la paz, 1996)                       | Leonidas Plaza      | 2:31     |  |
| 4.                                              | «Gozo Poderoso» (de Gozo Poderoso, 2000)                          | Buitrago, Echeverri | 4:08     |  |
| 5.                                              | «Buena estrella» (de La pipa de la paz, 1996)                     | Buitrago            | 3:24     |  |
| 6.                                              | «Luz azul» (de Gozo Poderoso, 2000)                               | Buitrago, Echeverri | 4:08     |  |
| 7.                                              | «Cosita seria» (de La pipa de la paz, 1996)                       | Buitrago, Echeverri | 3:28     |  |
| 8.                                              | «La Culpable» (de La pipa de la paz)                              | Buitrago, Echeverri | 3:21     |  |
| 9.                                              | «Caribe atómico» (de Caribe Atómico, 1998)                        | Buitrago            | 4:13     |  |
| 10.                                             | «Chica difícil» (de La pipa de la paz)                            | Buitrago, Echeverri | 2:24     |  |
| 11.                                             | «El estuche» (de Caribe Atómico, 1998)                            | Echeverri           | 3:22     |  |
| 12.                                             | «Maligno» (de Caribe Atómico, 1998)                               | Buitrago, Echeverri | 4:07     |  |
| 13.                                             | «Expreso Amazonia» (de La pipa de la paz, 1996)                   | Buitrago            | 3:47     |  |
| 14.                                             | «La pipa de la paz» (de La pipa de la paz, 1996)                  | Buitrago, Echeverri | 4:37     |  |
| 15.                                             | «No necesito» (de La pipa de la paz, 1996)                        | Echeverri           | 3:42     |  |
| 16.                                             | «Quemarropa» (de La pipa de la paz, 1996 con Enrique Bunbury)     | Buitrago            | 3:25     |  |
| 17.                                             | «Te juro que no» (de La pipa de la paz, 1996 con Enrique Bunbury) | Buitrago            | 3:28     |  |
| 18.                                             | «Péndulo» (de Caribe Atómico, 1998)                               | Buitrago            | 3:59     |  |
| 19.                                             | «Florecita rockera» (de El Dorado, 1995)                          | Buitrago            | 2:57     |  |
| 20.                                             | «La estaca» (de El Dorado, 1995)                                  | Echeverri           | 2:20     |  |
| 01:11:04                                        |                                                                   |                     |          |  |